# Michel Allex
Michel Allex, né le 31 octobre 1947 à Jallieu (Isère) et mort le 21 avril 2008 à Givry  (Saône-et-Loire), est un pâtissier-chocolatier-confiseur-glacier reconnu et homme politique français.

## Biographie
Au début des années 1960, il devient apprenti pâtissier-chocolatier-confiseur-glacier à Jallieu. En 1971, il devient chef pâtissier chez Louis Marchand à Bourgoin-Jallieu. En 1975, il s'installe à son compte en reprenant une pâtisserie située sur la place de l'Hôtel de ville à Chalon-sur-Saône. Il est reconnu meilleur ouvrier de France en pâtisserie en 1982 et obtient encore cette distinction comme glacier en 1985. 
Élu au Conseil municipal de Chalon-sur-Saône en 1983, lors de la prise de la mairie par Dominique Perben, Michel Allex est délégué aux affaires sociales en 1986, puis adjoint au maire, chargé des affaires sociales, de 1989 à 1995. 
De 1995 à 2001, toujours adjoint au maire, il est alors chargé de l'urbanisme et du développement commercial. Enfin en 2001, il devient premier adjoint. 
En 2002, le maire, Dominique Perben, est nommé ministre et renonce à ses fonctions, Michel Allex lui succède jusqu'en mars 2008, date à laquelle il ne se représente pas devant l'aggravation de son état de santé. Il meurt le 21 avril 2008.

## Distinctions
Le 31 janvier 2008, il est élevé au grade de chevalier de la Légion d'honneur, à Givry  (Saône-et-Loire).

## Mandats
- 2002 - 2008 : Maire de Chalon-sur-Saône.